# César Cortés
César Alexis Cortés Pinto (ur. 9 stycznia 1984 w Iquique) – chilijski piłkarz występujący na pozycji pomocnika lub napastnika w klubie CD Palestino.

## Kariera klubowa

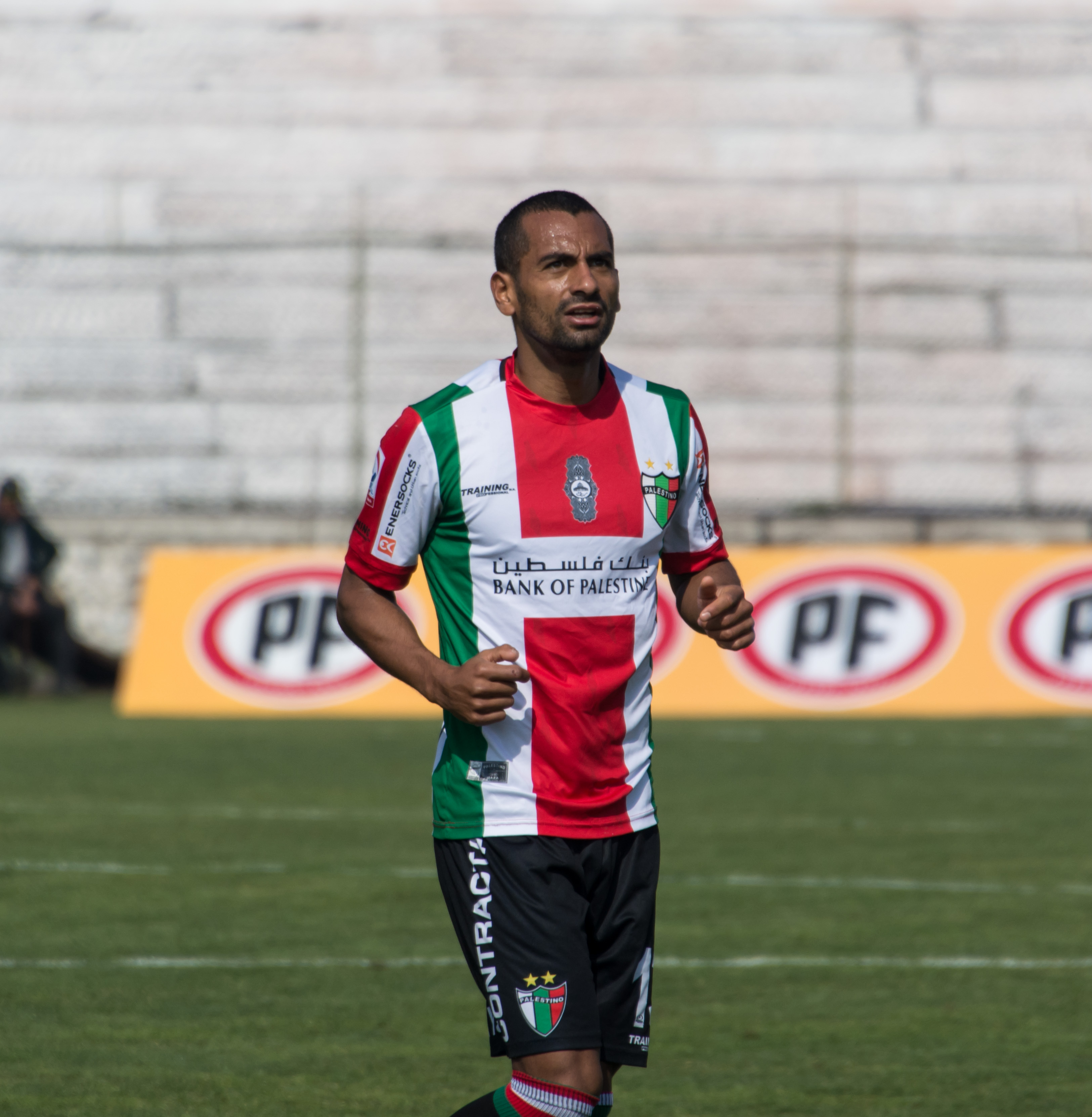
César Cortés w barwach CD Palestino (2018)

Wychowanek klubu CD Universidad Católica z Santiago. W 2003 roku rozpoczął karierę na poziomie seniorskim i reprezentował kolejno: macierzysty CD Universidad Católica (Clasura 2005), Deportes Puerto Montt, Albacete Balompié (Hiszpania), CD Huachipato, Everton de Viña del Mar oraz - w rundzie wiosennej sezonu 2009/10 – polski klub Polonia Warszawa.
Po powrocie do Chile występował w rodzimych zespołach: Evertonie de Viña del Mar, CD Huachipato (Clasura 2012), Club Universidad de Chile (Apertura 2014, Puchar Chile 2012/13), CD Palestino (Puchar Chile 2018), Audax Italiano oraz Santiago Wanderers (Puchar Chile 2017).

## Kariera reprezentacyjna
15 sierpnia 2012 zadebiutował w reprezentacji Chile w przegranym 0:3 meczu towarzyskim z Ekwadorem, w którym wszedł na boisko za Eugenio Menę. Łącznie w latach 2012–2013 rozegrał w drużynie narodowej 3 spotkania oraz 1 mecz nieoficjalny przeciwko Senegalowi, nie zdobył żadnej bramki.

## Sukcesy
CD Universidad Católica
- Clasura: 2005

CD Huachipato
- Clasura: 2012

Club Universidad de Chile
- Apertura: 2014
- Puchar Chile: 2012/13

Santiago Wanderers
- Puchar Chile: 2017

CD Palestino
- Puchar Chile: 2018